# Atletica leggera femminile ai Giochi della XIX Olimpiade
Ai Giochi della XIX Olimpiade di Città del Messico 1968 sono stati assegnati 12 titoli nell'atletica leggera femminile.

## Calendario
| Gare   |             |                          |                          |           |           |                   |                   |    |    |  |  |
|        | 100 m       | 100 m                    |                          | 200 m     | 200 m     | Staffetta 4x100 m | Staffetta 4x100 m | 12 |    |  |  |
|        | 400 m       | 400 m                    | 400 m                    | 800 m     | 800 m     | 800 m             |                   | 12 |    |  |  |
|        |             |                          |                          | 80 m ost. | 80 m ost. |                   |                   | 12 |    |  |  |
| Lungo  | Lungo       |                          | Alto                     | Alto      | Disco     |                   | Peso              | 12 |    |  |  |
|        | Giavellotto | Pentathlon (1ª giornata) | Pentathlon (2ª giornata) |           |           |                   |                   | 12 |    |  |  |
|        |             |                          |                          |           |           |                   |                   |    |    |  |  |
| Titoli | -           | 2                        | 1                        | 2         | 1         | 3                 | 1                 | 2  | 12 |  |  |

|  | Qualificazioni |  | Finali |

Due novità:
- I 400 metri piani si disputano su tre turni, come la gara maschile;
- Concorsi: i salti non si svolgono più nello stesso giorno ma in due giorni diversi (Qualificazione + Finale). Per i lanci si continua come prima.

## Nuovi record
I cinque record mondiali sono, per definizione, anche record olimpici.
| Nuovo record mondiale in       | 5 specialità: | 100 m, 200 m, 4x100, Lungo e Peso. |
| Nuovo record olimpico in altre | 4 specialità: | 400 m, 800 m, 80h e Disco.         |

## Risultati delle gare
| Specialità | Oro                                                                      | Risultato        | Argento                                                                 | Risultato        | Bronzo                                                                                | Risultato        | Dettagli            |
| --- | ------------------------------------------------------------------------ | ---------------- | ----------------------------------------------------------------------- | ---------------- | ------------------------------------------------------------------------------------- | ---------------- | ------------------- |
| 100 m | Wyomia Tyus                                                              | 11"0 (11"08)     | Barbara Ferrell                                                         | 11"1 (11"15)     | Irena Szewińska                                                                       | 11"1 (11"19)     | Classifica completa |
| 200 m | Irena Szewińska                                                          | 22"5 (22"58)     | Raelene Boyle                                                           | 22"7 (22"74)     | Jenny Lamy                                                                            | 22"8 (22"88)     | Classifica completa |
| 400 m | Colette Besson                                                           | 52"0 (52"03)     | Lillian Board                                                           | 52"1 (52"12)     | Natal'ja Pečënkina                                                                    | 52"2 (52"25)     | Classifica completa |
| 800 m | Madeline Manning                                                         | 2'00"9 (2'00"92) | Ileana Silai                                                            | 2'02"5 (2'02"58) | Mia Gommers                                                                           | 2'02"6 (2'02"63) | Classifica completa |
| 80 m ostacoli | Maureen Caird                                                            | 10"3 (10"39)     | Pam Kilborn                                                             | 10"4 (10"46)     | Chi Cheng                                                                             | 10"4 (10"51)     | Classifica completa |
| Salto in alto | Miloslava Rezková                                                        | 1,82 m           | Antonina Okorokova                                                      | 1,80 m           | Valentyna Kozyr                                                                       | 1,80 m           | Classifica completa |
| Salto in lungo | Viorica Viscopoleanu                                                     | 6,82 m           | Sheila Sherwood                                                         | 6,68 m           | Tat'jana Talyševa                                                                     | 6,66 m           | Classifica completa |
| Getto del peso | Margitta Gummel                                                          | 19,61 m          | Marita Lange                                                            | 18,78 m          | Nadežda Čižova                                                                        | 18,19 m          | Classifica completa |
| Lancio del disco | Lia Manoliu                                                              | 58,28 m          | Liesel Westermann                                                       | 57,76 m          | Jolán Kleiber-Kontsek                                                                 | 54,90 m          | Classifica completa |
| Lancio del giavellotto | Angéla Németh                                                            | 60,36 m          | Mihaela Peneș                                                           | 59,92 m          | Eva Janko                                                                             | 58,04 m          | Classifica completa |
| Pentathlon | Ingrid Becker                                                            | 5.098 p.         | Liese Prokop                                                            | 4.966 p.         | Annamária Tóth                                                                        | 4.959 p.         | Classifica completa |
| Staffetta 4×100 m | Stati Uniti Margaret Bailes Barbara Ferrell Mildrette Netter Wyomia Tyus | 42"8 (42"87)     | Cuba Violetta Quesada Miguelina Cobián Marlene Elejarde Fulgencia Romay | 43"3 (43"36)     | Unione Sovietica Galina Bucharina Ljudmila Samotjossova Vera Popkova Ljudmila Žarkova | 43"4 (43"41)     | Classifica completa |
| record mondiale; record olimpico; record mondiale stagionale; record africano; record asiatico; record europeo; record nord-centroamericano e caraibico; record sudamericano; record oceaniano; record nazionale; record personale; record personale stagionale. |                                                                          |                  |                                                                         |                  |                                                                                       |                  |                     |

Statistiche
L'atletica femminile di vertice è in fase di ricambio generazionale. Delle 10 campionesse che hanno conquistato gli 11 titoli individuali di Tokyo (Tamara Press vinse Peso e Disco), solo tre si presentano a Città del Messico a difendere il titolo. Di queste, Karin Balzer arriva quinta nel 100 ostacoli, Mihaela Peneș è seconda nel Giavellotto e Wyomia Tyus si conferma campionessa olimpica nei 100 piani.

Sono tre le primatiste mondiali che vincono la propria gara, nelle seguenti specialità: 100 metri, 200 metri e Getto del peso.

## Medagliere femminile
| Posizione | Paese            |    |    |    | Totale |
| --------- | ---------------- | -- | -- | -- | ------ |
| 1         | Stati Uniti      | 3  | 1  | 0  | 4      |
| 2         | Romania          | 2  | 2  | 0  | 4      |
| 3         | Australia        | 1  | 2  | 1  | 4      |
| 4         | Germania Ovest   | 1  | 1  | 0  | 2      |
| 4         | Germania Est     | 1  | 1  | 0  | 2      |
| 6         | Ungheria         | 1  | 0  | 2  | 3      |
| 7         | Polonia          | 1  | 0  | 1  | 2      |
| 8         | Francia          | 1  | 0  | 0  | 1      |
| 8         | Cecoslovacchia   | 1  | 0  | 0  | 1      |
| 10        | Gran Bretagna    | 0  | 2  | 0  | 2      |
| 11        | Unione Sovietica | 0  | 1  | 5  | 6      |
| 12        | Austria          | 0  | 1  | 1  | 2      |
| 13        | Cuba             | 0  | 1  | 0  | 1      |
| 14        | Paesi Bassi      | 0  | 0  | 1  | 1      |
| 14        | Taiwan           | 0  | 0  | 1  | 1      |
| Totale    | Totale           | 12 | 12 | 12 | 36     |